# Torpoint

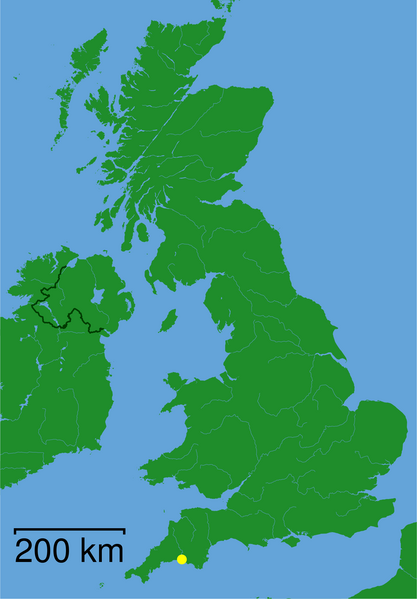
Localización de Torpoint

Torpoint (en córnico: Penntorr) es una parroquia civil y localidad inglesa de Cornualles. Su ubicación se encuentra al sureste del condado en la península de Rame, al lado opuesto de Plymouth, separado por el río Hamoaze, afluente del Tamar.
De acuerdo con el censo de 2001 la población era de 8.458, población que decreció en 2011 hasta 8.364 habitantes. Torpoint está integrada por dos distritos electorales (wards): Este y Oeste que juntos suman una población de 7.717 habitantes.

## Nomenclatura
Respecto a la etimología, se ha especulado en que Torpoint deriva de "Tar Point" (Punto alquitranado), nombre dado por las primeras industrias de la orilla occidental del río. Sin embargo, fueron los trabajadores quienes pusieron el nombre de Torpoint, cuyo significado es "cabo rocoso".

## Historia

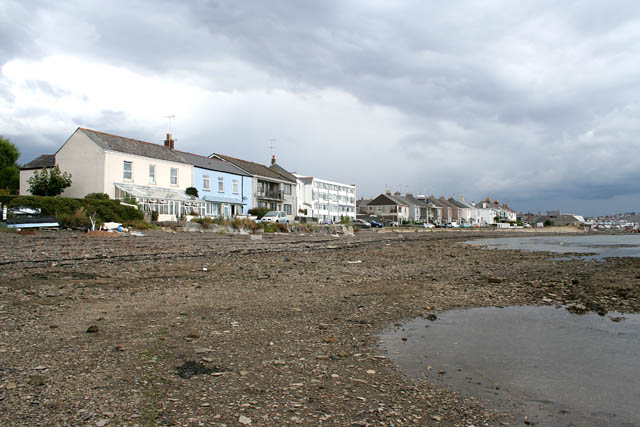
Torpoint

Torpoint fue fundada en el siglo XVIII. El diseño cuadricular de las calles fueron supervisadas por Reginald Pole Carew de la Parroquia de Antony en 1774. A lo largo de los años, su familia a ejercido una gran influencia en la zona, la cual pasó a ser conocida como "Carew Poles". Sus descendientes residen a día de hoy en la residencia familiar: Antony House.
En 1796, Torpoint fue escenario de un tiroteo entre la tripulación naval del gobierno y varios contrabandistas que pretendieron introducir alcohol de manera ilegal. En consecuencia, hubo un fallecido y cinco heridos de consideración.
Debido a la presencia del muelle en el puerto de Devonport, la localidad pasó a ser una ciudad dormitorio para los obreros del muelle. Con la llegada de la academia de la Royal Navy HMS Raleigh, se incrementó la población.